# Megurine Luka
Megurine Luka (ルカ 巡音?, Ruka Megurine) è il nome del terzo applicativo per il software Vocaloid della Crypton Future Media pubblicato il 30 gennaio 2009, oltre che del personaggio che lo impersonifica. Il suo cognome combina la parola "Meguri" (巡, "intorno") e "Ne" (音, "suono"), mentre il nome Luka invoca le omonime parole giapponesi di "nagare" (流, "flusso") e "ka" (歌, "canzone") o "ka" (香, "profumo"). Il risultato dell'unione di queste parole può quindi essere "canzoni da tutto il mondo che si diffondono come profumo".

## Storia
A differenza dei precedenti personaggi pubblicati, la Crypton ha pubblicizzato il database vocale di Luka come "bilingue giapponese-inglese". Tuttavia, così come per Kagamine Rin e Kagamine Len, un secondo database vocale è stato reso disponibile poco prima della pubblicazione del software, dandole l'effettiva possibilità di cantare in inglese.
Il character design di Megurine Luka è stato curato dall'illustratore giapponese Kei, che aveva precedentemente creato l'aspetto di Hatsune Miku e Kagamine Rin e Len. A differenza delle precedenti mascotte della serie, il suo costume non è basato su un'uniforme scolastica. Secondo quanto dichiarato da Kei, per assecondare la sua natura bilingue, il suo design è stato creato in modo asimmetrico, in modo da apparire differente a seconda dell'angolazione da cui la si guarda. Yū Asakawa è invece la doppiatrice che ha prestato la voce per questo personaggio.

## Megurine Luka nei media
Così come le altre mascotte della serie, Megurine Luka è uno dei personaggi della serie di videogiochi Hatsune Miku: Project DIVA. Inoltre insieme al personaggio di Hatsune Miku, sarà la mascotte di un software per l'apprendimento della lingua inglese da parte dei giapponesi.